# Jensen Interceptor
Jensen Interceptor — спортивний автомобіль, що виготовлявся компанією Jensen Motors на заводі Келвін-Уей у Вест-Бромвічі у 1966—1976 рр. Назва Interceptor (у пер. з англ. «перехоплювач») використовувалася також на моделі, що виготовлялась у 1950—1957 р., на заводі у Картерс Грін. На відміну від попередників новий Interceptor мав стальний, а не склопластиковий кузов створений італійською компанією Carrozzeria Touring. Є думка, що зовнішній вигляд Jensen Interceptor був запозичений у бразильського Brasinca Uirapuru. На базі Interceptor був створений Jensen FF — один з перших дорожніх автомобілів з повним приводом та з антиблокувальною системою гальм.